# Gaku Harada
Gaku Harada (japanisch 原田 岳 Harada Gaku; * 22. Mai 1998 in der Präfektur Iwate) ist ein japanischer Fußballspieler.

## Karriere
Harada erlernte das Fußballspielen in der Jugendmannschaft der Yokohama F. Marinos. Seinen ersten Vertrag unterschrieb er 2017 bei Yokohama F. Marinos. Der Verein spielte in der höchsten Liga des Landes, der J1 League. Im Juli 2019 wurde er an den Drittligisten SC Sagamihara ausgeliehen. Für den Verein absolvierte er bis Ende 2020 sechs Drittligaspiele. Anfang 2021 wechselte er auf Leihbasis zu V-Varen Nagasaki. Der Verein aus Nagasaki spielte in der zweiten japanischen Liga. Nach der Ausleihe wurde er am 1. Februar 2022 fest von Nagasaki unter Vertrag genommen.